# 아파치 그루비
그루비(Groovy)는 자바에 파이썬, 루비, 스몰토크 등의 특징을 더한 동적 객체 지향 프로그래밍 언어이다.

## 특징
- 자바 가상 머신에서 작동하는 동적 타이핑 프로그래밍 언어이다.
- 자바의 강점 위에 파이썬, 루비, 스몰토크 등의 프로그래밍 언어에 영향을 받은 특장점을 더하였다.
- 자바 프로그래머들이 많은 학습을 하지 않고도 최신 프로그래밍 기법을 사용할 수 있다.
- 도메인 전문 언어와 단순화된 문법을 지원하여 코드를 읽고 유지 보수하기 편해진다.

## 역사
2002년 영국 출신의 프로그래머인 제임스 스트라칸에 의해 창시되었으며 현재 아파치 사용 허가서 2.0 아래에 소스와 바이너리가 배포, 공개되어 있다.
2012년 6월 2일 2.0버전이 출시되었다.

## 철학
그루비의 창시자 제임스 스트라칸은 그루비의 가장 중요한 점이 타입이 유연 간결한 동적인 프로그래밍 언어라고 한다.

## 자바와의 비교
그루비의 문법 체계는 자바의 것을 계승 발전시켰다. 자바에는 없는 간편 표기법(syntactic sugar)을 지원하는 외에 리스트, 맵, 정규식을 위한 구문을 제공함으로써 프로그래밍을 쉽고 간결하게 해 준다. 더구나 LISP 언어 초기부터 있어 왔던 클로저를 도입함으로써 메타프로그래밍이 가능하게 하였다. 자바가상기계(JVM) 상에서 동작하는 동적인 스크립팅 언어 Jython, JRuby, Jacl, Rhino, LuaJava 등에 비해 손색이 없으며, 짧은 역사에도 불구하고 빠른 발전을 하고 있다.
자바 소스는 컴파일해야만 사용할 수 있지만, 그루비 소스는 스크립트 파일 그대로 실행시킬 수도 있고, 자바처럼 컴파일하여 쓸 수도 있다. 거의 대부분의 자바 소스는 파일 확장자만 바꾸면 수정 없이 그루비에서도 쓸 수 있다.
다음은 표준 Java 5+의 예제이다.
```
public
 
class
 
StdJava

{

  
public
 
static
 
void
 
main
(
String
 
argv
[]
)

  
{

    
for
 
(
String
 
it
 
:
 
new
 
String
 
[]
 
{
"Rod"
,
 
"Carlos"
,
 
"Chris"
})

      
if
 
(
it
.
length
()
 
<=
 
4
)

        
System
.
out
.
println
(
it
);

  
}

}

```

그루비를 사용하면 아래처럼 간단하게 표현할 수 있다.
```
[
"Rod"
,
 
"Carlos"
,
 
"Chris"
].
findAll
{
it
.
size
()
 
<=
 
4
}.
each
{
println
 
it
}

```

## 도구

### groovy
- 가장 많이 쓰는 그루비 스크립트 실행 도구
  - 실행 예: groovy hello.groovy

### groovyc
- 자바 쪽에서 불러 쓸 수 있는 라이브러리 만들 때 쓰는 그루비 컴파일러
- 내용은 자바 소스와 거의 같으나 파일 확장명을 groovy로 하여 저장한다.

(소스 파일명: HelloWorld.groovy)
```
public
 
class
 
HelloWorld
 
{

    
public
 
static
 
void
 
main
(
String
[]
 
args
)
 
{

        
println
 
"Hello, World!"

    
}

}

```

- 미리 환경변수 CLASSPATH를 설정한다. (java로 실행할 때 필요함)
  - 윈도
>set CLASSPATH=%GROOVY_HOME%\embeddable\groovy-all-1.7.3.jar

  - 유닉스/리눅스
$ export CLASSPATH=$GROOVY_HOME/embeddable/groovy-all-1.7.3.jar

- 컴파일

```
>
groovyc -d . HelloWorld.groovy

```

- 실행

```
>
java -classpath .;
%CLASSPATH%
 HelloWorld

```

### groovysh
- 간단한 코드를 테스트하는데 좋은 그루비 쉘

```
>
groovysh

Groovy
 
Shell
 
(
1.7
.
3
,
 
JVM:
 
1.6
.
0
_21
)

Type
 
'help'
 
or
 
'\h'
 
for
 
help
.

-------------------------------------------------------------------------------

groovy:
000
>
 
println
 
"Hello"

Hello

===>
 
null

groovy:
000
>
 
exit

```

## 예제

### 기본적인 코드
- 그루비에서는 거의 모든 것이 객체이다.
  - 문자열 객체

```
groovy:
000
>
 
"Groovy is groovy"
.
length
()

===>
 
16

groovy:
000
>
 
"Rick"
.
indexOf
(
"k"
)

===>
 
3

```

- 클래스의 정적 메소드(static method) 호출

```
groovy:
000
>
 
Math

===>
 
class
 
java
.
lang
.
Math

groovy:
000
>
 
Math
.
abs
(-
75
)

===>
 
75

```

### 컬렉션(collection)

#### 리스트(list)
```
groovy:
000
>
 
a
 
=
 
[
1
,
 
'hi'
,
 
3.14
,
 
1
,
 
2
,
 
[
4
,
 
5
]]

===>
 
[
1
,
 
hi
,
 
3.14
,
 
1
,
 
2
,
 
[
4
,
 
5
]]

groovy:
000
>
 
a
[
2
]

===>
 
3.14

groovy:
000
>
 
a
.
reverse
()

===>
 
[[
4
,
 
5
],
 
2
,
 
1
,
 
3.14
,
 
hi
,
 
1
]

groovy:
000
>
 
a
.
flatten
()

===>
 
[
1
,
 
hi
,
 
3.14
,
 
1
,
 
2
,
 
4
,
 
5
]

groovy:
000
>
 
a
.
flatten
().
unique
()

===>
 
[
1
,
 
hi
,
 
3.14
,
 
2
,
 
4
,
 
5
]

```

#### 맵(map)
```
groovy
>
 
hash
 
=
 
[
'water'
:
 
'wet'
,
 
'fire'
:
 
'hot'
]

groovy
>
 
println
 
hash
[
'fire'
]

groovy
>
 
hash
.
each
 
{
 
key
,
 
value
 
->

groovy
>
 
println
 
"${key} is ${value}"

groovy
>
 
}

hot

water
 
is
 
wet

fire
 
is
 
hot

Result:
 
[
"water"
:
"wet"
,
 
"fire"
:
"hot"
]

```

### 제어구조
```
groovy
>
 
if
 
(
"fablic"
.
length
()
 
>
 
3
)

groovy
>
 
println
 
'ya'

groovy
>
 
else

groovy
>
 
println
 
'nop'

ya

```

```
groovy
>
 
def
 
n
 
=
 
0

groovy
>
 
while
 
(
n
 
<
 
3
){

groovy
>
 
println
 
n
++

groovy
>
 
}

0

1

2

```

- 일부 제어구조는 반복자(iterator)로 대신할 수 있다.

### 클로저(closure)와 반복자(iterator)

#### 반복 처리
- 리스트의 각 요소로 반복 처리

- 클로저를 사용하지 않는 경우

```
groovy
>
 
def
 
list
 
=
 
[
1
,
 
2
,
 
5
,
 
13
,
 
21
]

groovy
>
 
def
 
n
 
=
 
0

groovy
>
 
while
 
(
n
 
<
 
list
.
size
())
 
{

groovy
>
 
list
[
n
++]
 
*=
 
2

groovy
>
 
}

groovy
>
 
list

Result:
 
[
2
,
 
4
,
 
10
,
 
26
,
 
42
]

```

- 클로저를 사용한 경우

```
groovy
>
 
def
 
list
 
=
 
[
1
,
 
2
,
 
5
,
 
13
,
 
21
]

groovy
>
 
list
.
collect
 
{
 
it
*
2
 
}

Result:
 
[
2
,
 
4
,
 
10
,
 
26
,
 
42
]

```

- 지정된 횟수 만큼 반복 처리

```
groovy
>
 
3
.
times
 
{
 
println
(
 
'foobar'
 
)
 
}

foobar

foobar

foobar

```

### 재귀호출(recursive call)로 계산하는 팩토리얼
```
def
 
recfact
(
v
,
 
k
)
 
{

    
if
 
(
k
 
<=
 
1
)
 
return
 
v

    
else
 
recfact
(
v
*
k
,
 
k
 
-
 
1
)

}

def
 
factorial
(
n
)
 
{

    
return
 
recfact
(
1
,
 
n
)

}

for
 
(
m
 
in
 
0
..<
10
)

    
println
 
"$m! = ${factorial(m)}"

```

실행 결과:
```
0! = 1
1! = 1
2! = 2
3! = 6
4! = 24
5! = 120
6! = 720
7! = 5040
8! = 40320
9! = 362880

```

## 같이 보기
- 그레일즈(Grails): 루비 온 레일즈와 비슷한 웹 개발 프레임워크
- 프로그래밍 언어